# Mục tiêu Phát triển Bền vững 14
Mục tiêu Phát triển Bền vững 14 (Mục tiêu 14, SDG14 hoặc SDG 14) - Cuộc sống dưới nước - là một trong 17 Mục tiêu Phát triển Bền vững do Liên hợp quốc thiết lập vào năm 2015. "Bảo tồn và sử dụng bền vững các đại dương, vùng biển và các nguồn tài nguyên biển để phát triển bền vững" chính là mục đích thiết lập của mục tiêu phát triển bền vững 14. Mục tiêu có các mục tiêu nhỏ phải đạt được vào năm 2030. Tiến độ đạt được các mục tiêu sẽ được đo lường bằng các chỉ tiêu khác nhau. 

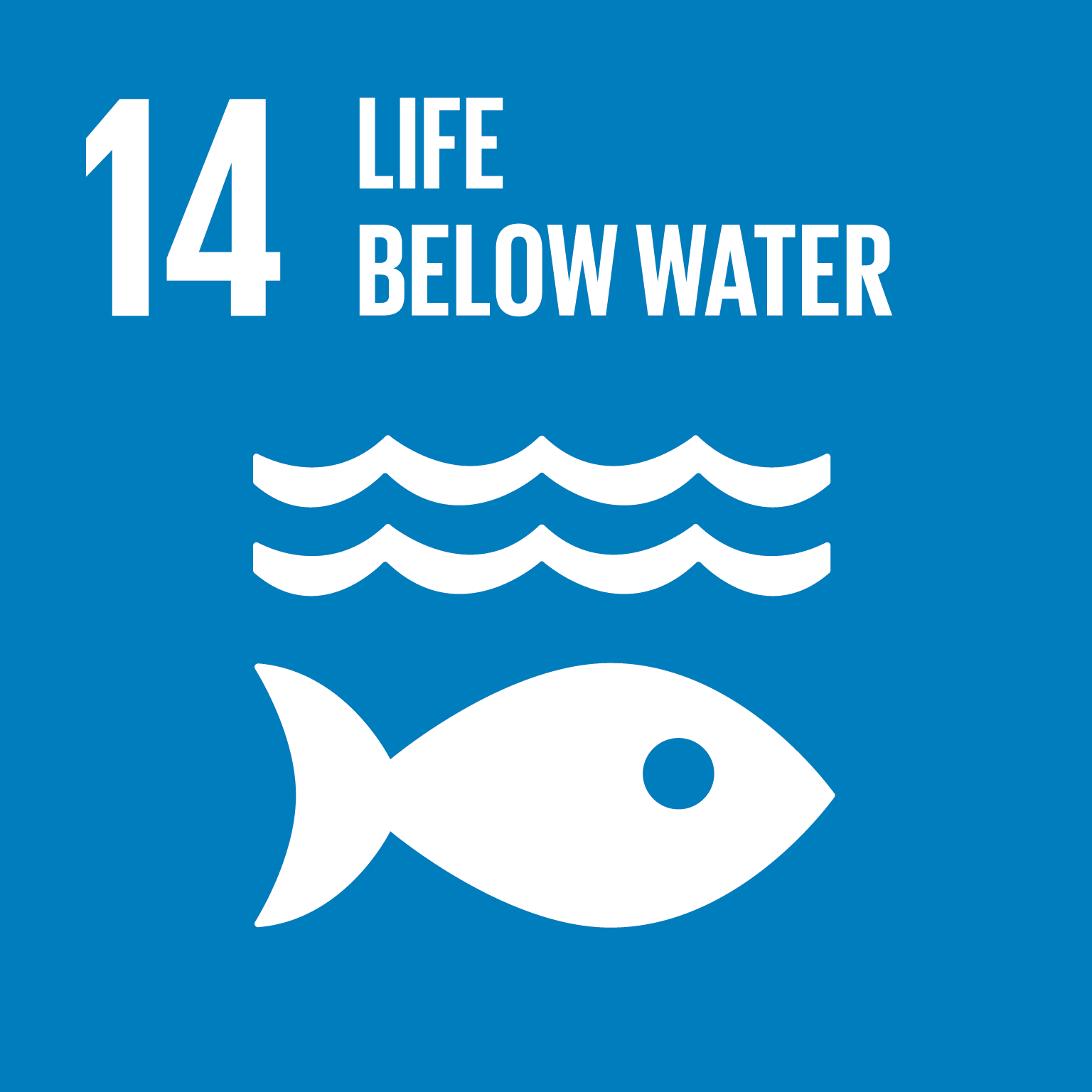
SDG 14: Cuộc sống dưới nước

## Mục tiêu và chỉ tiêu
Các mục tiêu đề ra bao gồm ngăn ngừa và giảm ô nhiễm môi trường biển, axit hóa, bảo vệ các hệ sinh thái biển và ven biển, và điều tiết đánh bắt cá. Các mục tiêu cũng kêu gọi sự gia tăng kiến thức khoa học về đại dương. Một số chỉ tiêu có mục tiêu là năm 2020, một số có mục tiêu năm 2025 và một số không đề ra năm kết thúc.
Mười mục tiêu được đề ra cho SDG 14 bao gồm:
- 14.1 Giảm ô nhiễm môi trường biển: Đến năm 2025, ngăn chặn và giảm thiểu đáng kể tất cả các loại ô nhiễm môi trường biển, đặc biệt là từ các hoạt động trên đất liền, trong đó có rác thải hàng hải và việc ô nhiễm các nguồn ngước do có quá nhiều chất dinh dưỡng.
- 14.2 Bảo vệ và phục hồi các hệ sinh thái: Đến năm 2020, quản lý và bảo vệ bền vững các hệ sinh thái biển và ven biển để hạn chế các tác động tiêu cực một cách đáng kể, bao gồm việc tăng cường khả năng phục hồi của chúng và hành động để phục hồi chúng nhằm đạt được các đại dương trong lành và sản sinh nhiều nguồn lợi.
- 14.3 Giảm axit hóa đại dương: Giảm thiểu và giải quyết các tác động của axit hóa đại dương, bằng cách thông qua tăng cường hợp tác khoa học ở tất cả các cấp.
- 14.4 Đánh bắt bền vững: Đến năm 2020, điều chỉnh hiệu quả việc thu hoạch và chấm dứt hành động khai thác thủy sản quá mức, bất hợp pháp, không báo cáo và không theo quy định và các hoạt động đánh bắt hủy diệt, và thực hiện các kế hoạch quản lý dựa trên khoa học, nhằm khôi phục nguồn cá trong thời gian ngắn khả thi nhất, ít nhất là ở mức có thể tạo ra năng suất bền vững tối đa được xác định bởi các đặc tính sinh học của từng loài.
- 14.5 Bảo tồn các khu vực ven biển và biển: Đến năm 2020, bảo tồn ít nhất 10% các khu vực ven biển và biển, phù hợp với luật pháp quốc gia và quốc tế và dựa trên các thông tin khoa học tốt nhất  có thể.
- 14.6. Chấm dứt trợ cấp góp phần vào việc đánh bắt quá mức: Đến năm 2020, cấm một số hình thức trợ cấp, xóa bỏ các khoản trợ cấp khai thác thủy sản góp phần gây ra tình trạng dư thừa năng suất và đánh bắt quá mức; không cung cấp các trợ cấp mới cũng như nhìn nhận việc đối xử đặc biệt đối với các đang phát triển và nước kém phát triển nhất là hiệu quả và phù hợp như một phần không thể thiếu trong đàm phán trợ cấp thủy sản của tổ chức thương mại thế giới.
- 14.7 Tăng lợi ích kinh tế từ việc sử dụng bền vững tài nguyên biển: Đến năm 2030, tăng lợi ích kinh tế cho các quốc đảo nhỏ đang phát triển và các quốc gia kém phát triển nhất từ việc sử dụng bền vững tài nguyên biển, bao gồm thông qua quản lý bền vững nghề cá, nuôi trồng thủy sản và du lịch.
- 14.A Tăng cường kiến thức khoa học, nghiên cứu và công nghệ về sức khỏe đại dương: Nâng cao kiến thức khoa học, phát triển năng lực nghiên cứu và chuyển giao công nghệ hàng hải, có tính đến các tiêu chí và hướng dẫn của Liên Chính phủ Các Ủy ban Hải Dương Học về chuyển giao công nghệ hàng hải, nhằm cải thiện sức khỏe đại dương và tăng cường sự đóng góp của đa dạng sinh học biển đối với sự phát triển của các nước đang phát triển, đặc biệt là các quốc đảo nhỏ đang phát triển và các nước kém phát triển nhất.
- 14.B Hỗ trợ ngư dân quy mô nhỏ: Tạo điều kiện tiếp cận cho những người đánh bắt thủ công quy mô nhỏ tới các nguồn tài nguyên và thị trường biển.
- 14.C Thực thi và thực thi luật biển quốc tế: Tăng cường bảo tồn và sử dụng bền vững các đại dương và các nguồn tài nguyên biển bằng cách thực hiện luật quốc tế được phản ánh trong Công ước Liên hợp quốc về luật biển, cung cấp khuôn khổ pháp lý cho việc bảo tồn và sử dụng bền vững đại dương và các nguồn lực liên quan, được nhắc lại trong đoạn 158 của "tương lai mà chúng tôi muốn".